# Revolution of the Daleks
"Revolution of the Daleks" é um episódio especial da série de ficção científica britânica Doctor Who, transmitido originalmente através da BBC One em 1 de janeiro de 2021. Foi escrito por Chris Chibnall e dirigido por Lee Haven Jones. O especial segue a 12.ª temporada como um episódio especial do Ano-novo, dando continuidade a "The Timeless Children" (2020).
O episódio é estrelado por Jodie Whittaker como a Décima terceira Doutora, ao lado de Bradley Walsh, Tosin Cole e Mandip Gill como seus acompanhantes, Graham O'Brien, Ryan Sinclair e Yasmin Khan, respectivamente. Também é estrelado por John Barrowman como Jack Harkness, após seu retorno à série em "Fugitive of the Judoon".
O episódio foi assistido por 6,35 milhões de telespectadores e recebeu críticas geralmente positivas.

## Enredo
É revelado que em 2019, logo após a destruição do Dalek de reconhecimento, a carcaça danificada é transportada para uma instalação governamental, mas interceptada no caminho. Usando as peças do Dalek, o empresário Jack Robertson financiou um drone de defesa semelhante a criatura para reprimir tumultos públicos e deu algumas cópias a política Jo Patterson para usar em seu eleitorado.
Atualmente, 10 meses se passaram desde que Graham, Ryan e Yaz retornaram à Terra. Graham e Ryan encontram Yaz na TARDIS para onde retornaram, que está disfarçada como uma casa de um bairro, onde ela investiga o paradeiro da Doutora. Graham mostra a ela um vídeo vazado da demonstração do drone de defesa e eles confrontam Robertson, sem sucesso, sobre os drones.
Patterson, na perspectiva de ser eleita primeira-ministra, solicita que Robertson aumente a produção dos drones para que possam ser implementados nacionalmente. O cientista Leo Rugazzi descobre células orgânicas nos restos do Dalek e clona as células em uma criatura viva. Leo a mostra para Robertson, com este ordenando imediatamente sua destruição. Antes que ele possa incinerar a criatura, ela escapa e assume o controle da mente e do corpo de Leo. Controlado pelo Dalek, ele viaja para Osaka, no Japão, onde clones de Daleks já estão sendo cultivados em uma instalação.
Enquanto isso, a Doutora está presa em um asteroide distante há várias décadas. Ela finalmente encontra Jack Harkness, que soube de sua prisão e cometeu uma série de crimes para resgatá-la. Ele usa uma bolha desinibidora de congelamento temporal para levar os dois ao seu manipulador de vórtice que ele havia escondido anteriormente em outra cela, que os transporta de volta para a TARDIS da Doutora. Ela se junta a seus companheiros e aprende sobre a nova ameaça Dalek. Jack e Yaz investigam as instalações no Japão enquanto a Doutora, Graham e Ryan confrontam Robertson. Todos eles se encontram no Japão, onde o Dalek revela seu plano para dominar a Terra. Usando luz ultravioleta, os clones Dalek se transportam para os drones de defesa que começam a exterminar humanos, bem como assassinam Patterson.
A Doutora envia um sinal de reconhecimento Dalek, que atinge um esquadrão da morte deles. Os Daleks do esquadrão eliminam os Daleks de reconhecimento porque não os consideram puros por terem vestígios de DNA humano. Impressionado com a inteligência deles, Robertson decide fazer uma aliança com os Daleks e revela que a Doutora foi quem os convocou. Jack, Graham e Ryan se infiltram na nave Dalek para equipá-la com explosivos. A Doutora engana os Daleks para levá-los à outra TARDIS, onde ela entrará em colapso e será transportada para o Vazio para ser destruída. Robertson afirma que na verdade estava agindo como uma "isca" ao trair a Doutora, antes de usar seu encontro com os Daleks para restaurar sua reputação pública.
Após Jack sair para conversar com Gwen Cooper, a Doutora se prepara para retomar a viagem com seus companheiros. No entanto, Ryan anuncia sua decisão de permanecer na Terra e Graham decide permanecer com seu neto. Se separando da Doutora, ela os presenteia com um papel psíquico. A Doutora e Yaz continuam suas aventuras juntos, enquanto Ryan e Graham decidem usar seu novo papel psíquico para investigar fenômenos estranhos na Terra. Ryan e Graham primeiro tenta ajudar Ryan a andar de bicicleta, como fizeram antes de conhecer a Doutora e ter uma visão de Grace O'Brien cuidando deles.